# 1792年の相撲
1792年の相撲（1792ねんのすもう）は、1792年の相撲関係のできごとについて述べる。

## 興行
- 3月場所（江戸相撲）[1]
  - 興行場所:神田明神御社内
  - 5月14日（旧3月24日）より晴天10日間興行
- 7月場所（大坂相撲）[1]
  - 興行場所:難波新地
  - 9月1日（旧7月15日）より興行
- 11月場所（江戸相撲）[2]
  - 興行場所:蔵前八幡宮境内
  - 12月27日（旧11月14日）より晴天10日間興行
    - 雨雪がはげしく降りつづいたために3日目で打ち上げとなる。